# Paroedura karstophila
Paroedura karstophila là một loài thằn lằn trong họ Gekkonidae. Loài này được Nussbaum & Raxworthy mô tả khoa học đầu tiên năm 2000.